# Vijes (kommun)
Vijes är en kommun i Colombia.   Den ligger i departementet Valle del Cauca, i den västra delen av landet, 280 km väster om huvudstaden Bogotá. Antalet invånare är 9 787. Arean är 122 kvadratkilometer.
Terrängen i Vijes är huvudsakligen kuperad, men österut är den bergig.